# Sei suites per violoncello solo
(Mischa Maisky)

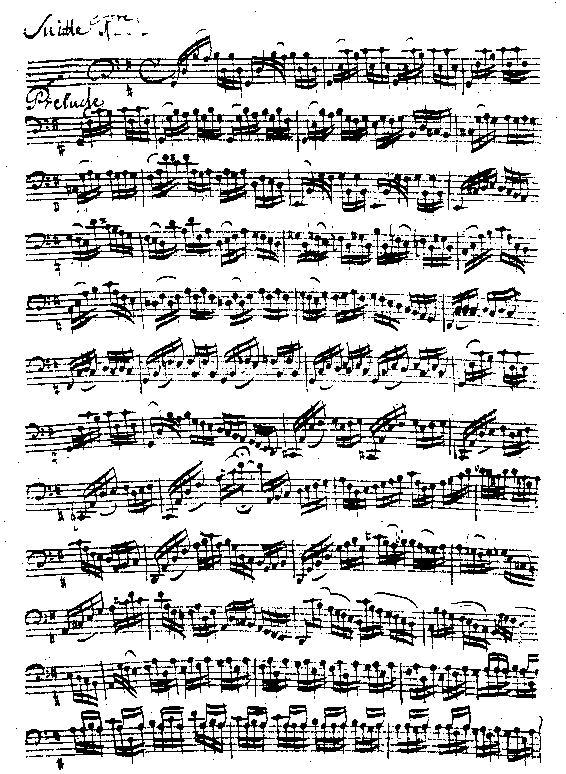
La prima pagina del manoscritto di Anna Magdalena Bach della Suite n°1 in sol maggiore, BWV 1007

Le Sei suites per violoncello solo di Johann Sebastian Bach sono tra le più note e più virtuosistiche opere scritte per violoncello, e si ritiene generalmente che sia stato Pau Casals a dare loro fama. Furono scritte fra il 1717 e il 1723 presumibilmente per uno dei violoncellisti che all'epoca lavoravano alla corte di Köthen, ma vi sono anche ragioni per supporre che le ultime suites siano state concepite indipendentemente, forse per strumenti diversi dal violoncello.

## Storia

### La nascita delle suite

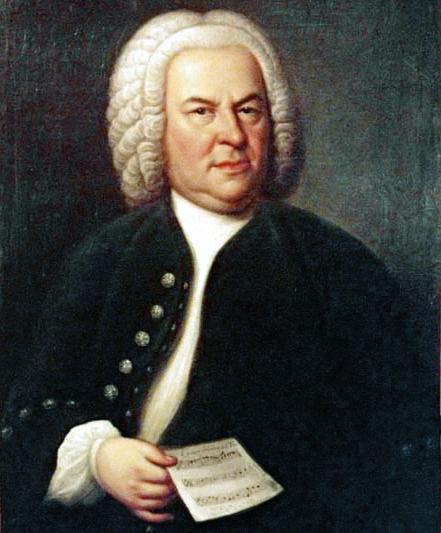
Johann Sebastian Bach nel 1748

Furono probabilmente composte nel periodo 1717–1723, quando Bach fu kapellmeister a Köthen; l'uniformità e la coerenza di queste opere suggerisce che possano essere state concepite insieme o consequenzialmente, presumibilmente per uno dei violoncellisti di Köthen, come Christian Bernhard Linigke o Christian Ferdinand Abel, assai più noto come gambista.
È impossibile stabilire una esatta e precisa cronologia delle suites, non vi sono dati certi riguardo all'ordine con cui furono concepite e/o se fossero state scritte prima o dopo le Sonate e partite per violino solo. In ogni caso, gli studiosi – basandosi su un'analisi comparata degli stili di queste diverse opere – ritengono che le suites per violoncello furono scritte per prime, datandole prima del 1720, l'anno indicato sulla copertina della copia autografa di Johann Sebastian Bach delle Sonate e partite per violino solo.
Queste opere sono particolarmente significative nella storia degli strumenti ad arco: mentre fino al tempo di Bach era consuetudine che il violoncello suonasse parti di accompagnamento e le parti più melodiche nello stesso registro venivano affidate a strumenti della famiglia della viola da gamba, in queste suites, come in parti dei concerti brandeburghesi, al violoncello è affidata una parte da solo. Si può ritenere Bach un innovatore che favorisce il soppianto della viola da gamba, ma alcuni suppongono anche che sia probabile che Bach avrebbe fatto questo perché si trovò in difficoltà nel dare parti virtuosistiche alla viola da gamba. Infatti il principe Leopoldo di Anhalt-Köthen, presso cui lavorava in quel momento, era un gambista e suonava le opere di Bach, ma non era un particolare virtuoso, sicché potrebbe essere risultato difficile dare alla viola da gamba parti complicate, quindi Bach, non avendo la possibilità di scrivere parti complesse per la viola da gamba, avrebbe scritto opere più ambiziose per il violoncello.

### Dopo Bach
Già mentre Bach è in vita vengono copiati numerosi manoscritti delle suites, tuttavia esse non divengono mai un pezzo largamente conosciuto; la prima edizione stampata delle suites, curata da Louis Pierre Norblin, è edita dalla casa editrice Janet et Cotelle a Parigi nel 1824. In questa edizione dell'opera si nota che la destinazione e la considerazione delle suites cambia e per molto tempo le si ritiene non danze od opere virtuosistiche ma studi, tanto che sul frontespizio della prima edizione è scritto Sonates ou Études.

### Il recupero da parte di Casals

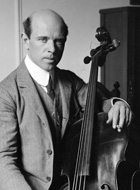
Pau Casals

Nonostante Robert Schumann avesse scritto un accompagnamento pianistico per le suites, esse non erano largamente conosciute prima del XX secolo. Nel Novecento, divennero conosciute grazie all'opera di Pau Casals che, all'età di 13 anni, trovò l'edizione delle suites a cura di Grützmacher durante una raccolta di beneficenza a Barcellona e iniziò a studiarle. Tuttavia, non volle eseguirle in pubblico fino al 1925, all'età di 48 anni, e successivamente accettò di inciderne la prima registrazione assoluta. La loro popolarità crebbe costantemente da allora e la registrazione di Casals è ancora disponibile tutt'oggi.

### Dalla seconda parte del XX secolo
Oggi le suites costituiscono una delle più grandi opere per violoncello e, dopo il recupero da parte di Casals, quasi ogni violoncellista aspira a suonarle nel miglior modo possibile, notissimi violoncellisti come Mstislav Rostropovich, Emanuel Feuermann, Pierre Fournier, Jacqueline du Pré, Paul Tortelier, André Navarra, Yo-Yo Ma, Gregor Piatigorsky, Mischa Maisky, János Starker, Anner Bijlsma, Heinrich Schiff, Pieter Wispelwey e Mario Brunello ne hanno registrato esecuzioni. Yo-Yo Ma vinse il Best Instrumental Soloist Grammy Award nel 1985 per il suo album "Six Unaccompanied Cello Suites" mentre Mischa Maisky ha venduto più di 300000 copie della sua registrazione delle suites, molto al di sopra delle vendite medie della musica classica. Celeberrima fu l'esecuzione improvvisata durante la caduta del Muro di Berlino di Mstislav Rostropovich che fece il giro del mondo di tutte le televisioni. Non mancano nemmeno esecuzioni in luoghi suggestivi come l'esecuzione delle suites fatta da Mario Brunello sul Fuji nel 2007, per - secondo Brunello - avvicinarsi di più all'assoluto e alla perfezione. Parti delle suites inoltre furono suonate da Yo-Yo Ma per il funerale del senatore statunitense Edward Kennedy e nel settembre 2002 durante l'anniversario degli attentati dell'11 settembre 2001.

## Filologia e controversie interpretative

### Manoscritti ed edizioni critiche
Differentemente dalle Sonate e partite per violino solo di Bach, poiché per queste suites non rimangono manoscritti autografi, è difficile sviluppare una edizione critica; esistono però manoscritti non autografi:

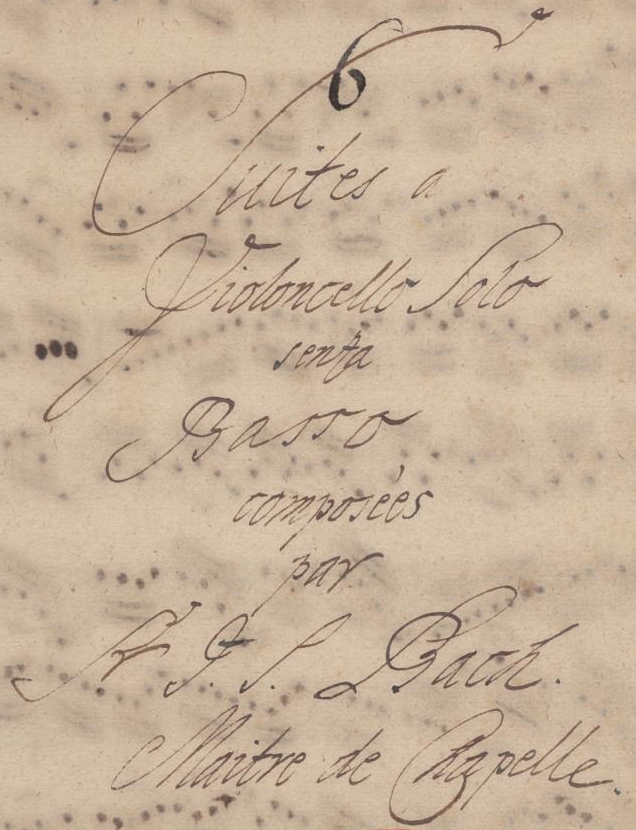
Frontespizio del manoscritto di Anna Magdalena Bach delle Suites

- una copia manoscritta di Anna Magdalena Bach probabilmente per un allievo di Bach, Georg Heinrich Ludwig Schwanenberger, conservata presso la Staatsbibliothek di Berlino. Questo manoscritto presenta numerose discrepanze con lo stile delle altre opere per archi di Bach, in particolar modo per il fraseggio, le arcate e le articolazioni; Anner Bijlsma in Bach, The Fencing Master[18] spiega come, secondo lui, tali discrepanze possano invece essere frutto dell'ingegno di Bach e sostiene che questo manoscritto possa essere una copia perfetta di un eventuale originale, tuttavia l'ambiguità (a volte anche in termini di grafia) del manoscritto e l'assenza di copie autografe non permette risposte certe[19]. L'edizione delle suites curata da August Wenzinger[20] si basa interamente su questo manoscritto. Il frontespizio di questo documento riporta

Violoncello Solo

senza

Basso

composées

par

H. J. S. Bach

- una copia manoscritta fatta da Johann Peter Kellner, amico e allievo di Johann Sebastian Bach, e maestro di cappella a Grafenrode in Turingia, conservata nella Staatsbibliothek di Berlino. Si tratta della copia più antica delle suites di cui siamo venuti in possesso, tuttavia, data l'incompiutezza - con spesso numerose omissioni - del manoscritto in molte sue parti, si ritiene che tale copia sia stata fatta da una bozza delle suites e assolvesse esigenze di studio del suo proprietario[19]. Il frontespizio recita

Pour le Viola de Basso

par Jean Sebastian

mentre la conclusione del manoscritto recita Soli Deo Sit Gloria (Sia gloria all’unico Dio).
- un manoscritto della seconda metà del XVIII secolo comprendente un'ampia collezione di opere di Johann Sebastian Bach e una fuga di Carl Heinrich Graun, copiato da due differenti copisti anonimi[17] appartenuto probabilmente a Johann Christoph Westphal, organista ed editore di Amburgo, conservato anch'esso preso la Staatsbibliothek di Berlino. Sul frontespizio è scritto

für das Violoncello

von

- un manoscritto della fine del XVIII secolo, che si trova nella Biblioteca nazionale di Vienna.

Viene usata come fonte secondaria anche la prima edizione stampata delle suites, curata da Louis Pierre Norblin e edita dalla casa editrice Janet et Cotelle a Parigi nel 1824, che, secondo il suo frontespizio, sarebbe basata su un manoscritto autografo trovato da Norblin stesso e dopo la sua morte perduto. Per la quinta suite, è possibile utilizzare come fonte la BWV 995, versione per liuto della stessa suite, pervenuta in un manoscritto autografo di Johann Sebastian Bach.
L'analisi di tutte queste fonti secondarie, in particolare della copia manoscritta di Anna Magdalena Bach, ha permesso di ricostruire un insieme di possibili archetipi, anche se mancanti di legature di portamento e altre articolazioni. Così esistono diverse interpretazioni delle suites, e non una sola edizione critica accettata, e anzi sono state scritte dal 1825 sino al 2000 più di 82 edizioni critiche diverse.
In aggiunta, il professor Martin Jarvis della Charles Darwin University School of Music, a Darwin, Australia pone dubbi anche sulla paternità dell'opera: ritiene che Anna Magdalena Bach stessa abbia scritto le sei suites, anche se molti musicologi e musicisti, vista la difficoltà di trovare evidenti conferme a tali ipotesi, rimangono scettici su questo.

### Strumenti

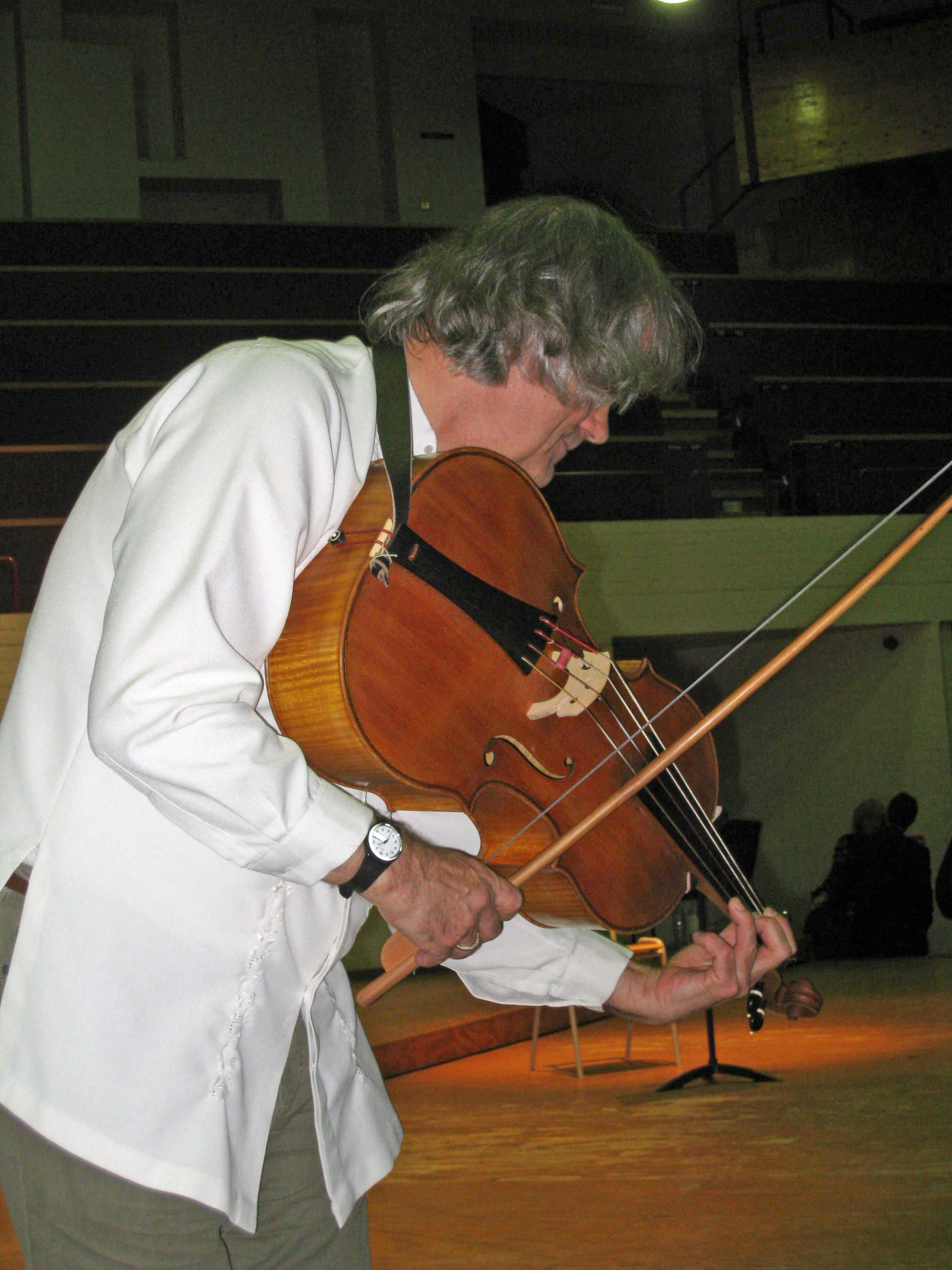
Sigiswald Kuijken che suona con un violoncello da spalla, come quello utilizzato per la sua registrazione delle suites

Le variazioni nel corso della storia dei significato attribuiti ai termini musicali rendono arduo determinare esattamente quali fossero gli strumenti "che Bach intendeva" che suonassero nelle suites, cosicché su quest'argomento vi sono numerose interpretazioni, tuttavia in genere si ritiene che di tali suite solo la sesta - scritta esplicitamente per uno strumento a cinque corde - possa essere stata scritta per strumenti diversi dal violoncello come il violoncello piccolo.
Nel passato, stando a ricostruzioni storiche, generalmente si riteneva che la sesta suite potesse essere stata scritta per la viola pomposa, che, secondo testimonianze storiche attribuite a Franz Benda, pare essere stato inventata da Bach stesso. Tuttavia gli stessi studi su questo strumento e sulla sua storia rendono più inverosimile tale tesi, tanto che Mark Mervyn Smith avanza l'ipotesi che verso la fine del XVIII secolo si sia cominciato a dare il nome di viola pomposa, che fino a quel momento era stato utilizzato per uno strumento di tessitura alta, al violoncello piccolo a 5 corde.
Si avanzano anche ipotesi più originali, che però spesso trovano poche conferme in ambito musicologico; per esempio, Dmitry Badiarov ha ipotizzato che tutte le suites siano state scritte per violoncello da spalla o per violoncello piccolo; Sigiswald Kuijken e Ryo Terakado hanno registrato tutte le suites con un violoncello da spalla.

### Interpretazioni e prassi esecutive
Nella musica anteriore al XIX secolo, la scrittura musicale non includeva molti dei segni di interpretazione che si ritrovano usualmente negli spartiti più recenti, in relazione a una diversa ripartizione dei ruoli fra compositore ed esecutore. I brani musicali manoscritti, d'altra parte, erano spesso trasmessi direttamente dal compositore all'esecutore a cui erano destinati (quando fosse diverso dal compositore stesso) o a copisti, che spesso nel caso di Bach erano la moglie e gli allievi. A differenza delle opere a stampa, le sporadiche indicazioni per l'esecuzione che si ritrovano sui manoscritti, assumono un valore completamente diverso quando si possono ritenere scritte dal compositore, rispetto a quando si tratta di aggiunte di altri esecutori o copisti. L'assenza di manoscritti autografi dell'autore assume dunque rilevanza in questo campo.
I violoncellisti odierni nella lettura delle suite bachiane sono chiamati a prendere autonomamente molte decisioni interpretative e talora tecniche, a cominciare dalle arcate e dalla dinamica, con esiti tutt'altro che scontati ed univoci, dato che l'originalità e la complessità di scrittura di queste opere non permettono facili confronti con altri modelli dell'epoca. Pertanto, le esecuzioni delle suites possono differire notevolmente fra loro, riflettendo in modo particolarmente evidente l'atteggiamento interpretativo e le concezioni estetico-musicali del violoncellista, e spesso la sua idea su come Bach intendesse che fossero suonate. Per questi motivi molti violoncellisti si accostano a quest'opera con molto rispetto e talvolta paura: per esempio, sia Casals sia Rostropovich si pentirono delle loro registrazioni delle suites e furono sempre riluttanti a farlo; addirittura Rostropovich in più occasioni disse che per lui era stato un errore registrarle. Nel medesimo modo, alcuni strumentisti, dalla seconda parte del XX secolo in poi, fra cui János Starker, Mischa Maisky, Yo-Yo Ma o Mario Brunello, hanno registrato più volte le suites per violoncello, non riconoscendosi più nell'interpretazione che avevano dato nella loro precedente registrazione.
Storicamente, i modi in cui le suites vengono suonate variano seguendo alcune tendenze che si rifanno a esecuzioni storicamente importanti:
- Esecuzioni in cui viene enfatizzata l'intensità espressiva: è ritenuta esemplare quella di Pau Casals,
- Esecuzioni in cui si persegue la fedeltà alla prassi esecutiva storica: la principale esecuzione di questo tipo è quella di Anner Bijlsma[36],
- Esecuzioni in cui si ricerca la perfezione tecnica: si citano come esecutori di riferimento[19] János Starker per la tecnica e Pierre Fournier per la cura del suono.

Lo sviluppo e la definizione di questi approcci esecutivi sono stati fortemente determinati dalla storia delle suites per violoncello solo: dalla prima edizione stampata, che, come spiegato nella sezione Storia, le considerava come fossero studi e la prassi esecutiva predominante riteneva che il rispetto del testo bachiano si avesse solo attraverso un'esecuzione distaccata e asettica. La nuova interpretazione delle suites di Pau Casals non fu soltanto un recupero in termini di presenza nel repertorio o di popolarità ma si pone in generale contrasto con questa prassi esecutiva e portò poi le diverse prassi esecutive a ridefinirsi nell'interpretazione delle suites. Infatti, Casals pensava che poiché Bach, come molti musicisti suoi contemporanei, supervisionava direttamente l'esecuzione delle sue opere, egli così lasciasse scritto poco nei manoscritti per guidare l'interpretazione dell'esecutore e pertanto l'esecutore dovesse da solo trovare il carattere nascosto dietro l'opera che Bach non aveva annotato, rigettando l'ipotesi a lui contemporanea che Bach andasse suonato privo di espressione. In realtà, successivamente la ricerca musicologica dimostrò che entrambi questi punti di vista erano errati: i compositori del periodo barocco (Bach compreso) non avevano la possibilità di controllare l'esecuzione delle loro opere quando non fossero essi stessi esecutori, e che Bach, forse proprio per questo motivo, fu tra i compositori del suo periodo più accurati nella precisione di scrittura e ricchezza di dettagli dei manoscritti; la mancanza di precisione in queste suites non fu probabilmente intenzione del compositore, ma dovuta in gran parte alla mancanza del manoscritto autografo. Non essendo però noti questi sviluppi della musicologia al suo tempo, invero Casals credeva fermamente nel suo approccio e diceva:
(Pau Casals)
Di queste suites, Casals insegnava ai suoi allievi che ognuna aveva un proprio carattere specifico dato dal preludio. Secondo lui, per ogni suite si possono rintracciare, analizzando il disegno ritmico, melodico e armonico dell'opera, alcuni caratteri specifici, fondamentali per l'interpretazione: così secondo l'interpretazione di Casals la prima suite risulta pervasa di ottimismo, mentre la seconda ha un carattere tragico, eroico invece per la terza, maestoso nella quarta, tempestoso e oscuro per la quinta e bucolico per la sesta.
In questo modo Casals diventa anche l'iniziatore di una tradizione esecutiva (considerata spesso come "romantica") in cui l'elemento principale è l'intensità dell'espressione e si ricerca la maggior espressività possibile e la bellezza dell'opera. Questo approccio adottato da Casals è stata in gran parte mantenuto da molti esecutori successivi benché, dopo i successivi studi di musica antica, non corrispondesse alla prassi esecutiva storica: sebbene molto suggestiva, l'interpretazione di Casals fu ed è tuttora ampiamente criticata per le libertà che si era preso rispetto allo spartito e alle teorie sulla prassi esecutiva bachiana, la sua registrazione fu considerata più romantica che filologica, tuttavia non fu mai criticata ampiamente da un punto di vista estetico. Ciononostante, l'interpretazione di Casals è diventata storica e la tradizione esecutiva da lui iniziata permane ancora.
Alcune interpretazioni operate da Casals sulle suites furono successivamente supportate dalla ricerca filologica. È un caso presente in molte danze delle suites, come lo staccato nella corrente della III suite. Sulle danze, Casals riteneva che si dovessero suonare col più colore possibile; secondo lui, il naturale carattere ritmico che avrebbero in quanto danze non era da intendersi come un formalismo figurativo ma letteralmente. Questa impostazione, criticata dalla prassi esecutiva tecnicista predominante all'inizio del XX secolo, venne invece considerata corretta ed adottata dalle esecuzioni storicamente informate, come in quella di Anner Bijlsma. In ogni caso, benché si raffrontino nell'esecuzione di Casals degli elementi successivamente ritenuti filologici, la sua impostazione, che ricerca la maggior espressività possibile, è metodologicamente distante da un'esecuzione storicamente informata poiché considera prioritaria l'espressività delle suites rispetto all'aderenza alla filologia.
Per contro, le esecuzioni storicamente informate si basano su una ricerca musicologica che attinge direttamente allo studio delle fonti note cercando di riprodurre le suites nella maniera in cui Bach intendeva che fossero suonate e non nella maniera considerata esteticamente migliore, secondo la prassi della musica antica. Benché Nikolaus Harnoncourt avesse registrato le suites nel 1965 con un violoncello piccolo cercando di applicare una lettura filologica alla musica, la principale registrazione storicamente informata viene considerata quella di Anner Bijlsma nel 1979. Bijlsma ha scritto Bach, The Fencing Master, testo in cui spiega le ragioni che lo hanno portato ad adottare certe scelte nell'esecuzione in ragione dell'approccio filologico a queste opere.
In ogni caso, dagli ultimi decenni del XX secolo, numerosi violoncellisti spesso oscillano nelle loro esecuzioni fra tutti questi diversi approcci e in molti casi ciò è dovuto a una tendenza a sperimentare sempre nuove interpretazioni delle suites, sia dal punto di vista tecnico, sia espressivo, unendo sia elementi propri delle esecuzioni storicamente informate sia elementi originali e del tutto creativi, che talvolta si differenziano fondamentalmente dalle interpretazioni precedenti, come Mario Brunello che, nella sua ultima registrazione, sviluppa un colpo d'arco atto a riprodurre il suono della dulciana nel preludio della seconda suite, la quale invece secondo Casals avrebbe un carattere malinconico. Contemporaneamente altri esecutori aderiscono completamente ad una prassi esecutiva "romantica", scettici sulla determinatezza di un'esecuzione filologica delle suites, come Mischa Maisky.
Tuttavia, il virtuosismo e la grande mutevolezza di emozioni espresse, in relazione alle diverse interpretazioni e prassi esecutive, diedero così tanta popolarità alle suites al punto che divennero soggetto di un'ampia gamma di altre interpretazioni, non solamente o non completamente violoncellistiche, come il documentario Inspired by Bach, prodotto da Sony Classical, cui ha partecipato Yo-Yo Ma e numerose trascrizioni (vedi sezione più avanti). Vi sono anche performance più originali, come La tenzone fra Messer Violoncello e Madama Viola da Gamba, con il violoncellista Mario Brunello e il gambista Paolo Pandolfo, in cui i due immaginano un incontro immaginario fra due personaggi, la Viola da Gamba e il Violoncello, e poi suonano rispettivamente le suites e la loro trascrizione per viola da gamba.

## Struttura dell'opera

### Struttura generale
Le suites sono di sei movimenti con la seguente struttura:
1. Preludio
2. Allemanda
3. Corrente
4. Sarabanda
5. Una danza galante – (Minuetti nelle suites 1 e 2, Bourrées nella 3 e nella 4, Gavotte nella 5 e nella 6)
6. Giga

Gli studiosi sostengono che Bach avesse concepito le suites come un unico insieme di opere, forse non con l'intenzione di essere un ciclo vero e proprio ma comunque un insieme di opere coerente, piuttosto che una serie arbitraria di brani musicali: comparate con le altre suites di Bach, le suites per violoncello risultano le più simili fra loro nella struttura dei movimenti. Inoltre, variando gli schemi della suite, Bach inserì movimenti di intermezzo o galanterie a coppie - in ogni caso da eseguire alternativamente - fra la Sarabanda e la Giga di ogni suite, sviluppando in questo modo una struttura simmetrica.

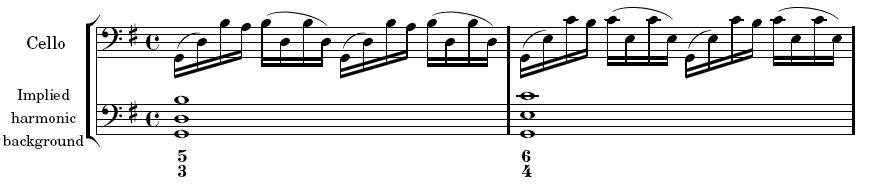
Esempio dell'armonia sottintesa nella prima suite

Di queste suites, Casals insegnava ai suoi allievi che ogni suite aveva un proprio carattere specifico dato dal preludio. Secondo lui per ogni suite si può rintracciare analizzando il disegno ritmico, melodico e armonico dell'opera alcuni caratteri specifici, fondamentali per l'interpretazione: così secondo l'interpretazione di Casals la prima suite risulta pervasa di ottimismo, mentre la seconda ha un carattere tragico, eroico invece per la terza, maestoso nella quarta, tempestoso e oscuro per la quinta e bucolico per la sesta.
Solo cinque movimenti in tutto l'insieme delle suites sono privi di accordi, consistendo di una singola linea melodica: il secondo Minuetto della I Suite, il secondo Minuetto della II suite, la seconda Bourrée della III suite, la Giga della IV suite, e la Sarabanda della V Suite. In tutti gli altri movimenti vi sono degli accordi, prevalentemente arpeggiati: nelle suites rimane latente un carattere polifonico, ossia mediante l'uso degli arpeggi Bach realizza una forma di polifonia sottintesa (in inglese implied harmony) e di contrappunto melodizzato, infatti in molte parti delle suites si possono distinguere delle linee melodiche arpeggiate una sull'altra, con una voce al basso che sottolinea e sostiene la struttura armonica dell'opera.

### Suite n. 1 in Sol Maggiore, BWV 1007
La maggioranza degli studenti inizia studiando questa suite, infatti generalmente si ritiene che sia più semplice da suonare delle altre in relazione al tipo di preparazione tecnica richiesta. Si articola in 6 movimenti come le altre suites, il quinto movimento è un minuetto.
Il preludio ha un disegno ritmico-melodico in semicrome - una successione di accordi arpeggiati con nota di volta - che si mantiene inalterato per tutta la durata del pezzo e che viene trascinato dal disegno armonico. Tale disegno ritmico-melodico viene ripreso molte volte nelle restanti danze della suite e viene ripreso e sviluppato nel maestoso periodo finale del preludio; il preludio non ha dunque solo una funzione introduttiva alle danze ma contribuisce all'uniformità e unità della suite.

### Suite n. 2 in re minore, BWV 1008
Il preludio si può suddividere in due parti: la prima, più lunga, con un forte tema ricorrente subito introdotto all'inizio e la seconda che consiste in un movimento che porta ad una successione di accordi in cadenza perfetta finale, dando a questo conclusione un fortissimo carattere polifonico. La successiva Allemanda contiene delle brevi cadenze, che allontanano il pezzo dagli schemi tradizionali di questa forma di danza. Eccetto il secondo Minuetto, l'intera danza ha un ritmo sostenuto e a volte incalzante, in particolare la Giga e il primo Minuetto, che contiene anche diversi passaggi di posizione e accordi, e che si contrappone al secondo minuetto. Casals classificò questa suite come una suite dal carattere tragico, malinconico ed espressivo in ogni nota.

### Suite n. 3 in Do Maggiore, BWV 1009
Il preludio di questa suite si caratterizza per un inizio maestoso costruito sulla scala di Do maggiore, che si sviluppa in una parte arpeggiata molto energica, che arpeggia una progressione armonica imitata. Poi il fraseggio ritorna a delle scale per risolversi in una successione di potenti e sorprendenti accordi. Cruciale è la scelta della arcate affinché l'esecutore possa sottolineare al meglio la polifonia di questo brano e le diverse voci.
La Allemanda è il solo movimento con un inizio anacrusico di tre semicrome, anziché di una sola.
La seconda Bourrée, sebbene sia in do minore, ha solo due bemolli nell'armatura di chiave. Tale notazione non è inconsueta nella musica antica e nemmeno, per le scale minori, nella musica barocca. Le Bourrée di questa suite vengono spesso trascritte ed eseguite con altri strumenti come la tuba, l'euphonium, il trombone.

### Suite n. 4 in Mi bemolle Maggiore, BWV 1010
La quarta suite è una delle suites per violoncello solo tecnicamente più complesse per l'intonazione e per la presenza di numerosi allargamenti e cambi di posizione; il risultato infatti può risultare più scarno rispetto alle altre suites per la scarsa risonanza acustica sullo strumento, propria della tonalità di Mi bemolle Maggiore sul violoncello, poiché nessuna corda del violoncello è fra i gradi più importanti (tonica, sottodominante, dominante) della scala di Mi bemolle, differentemente dalle scale delle altre suites. Mario Brunello, per ovviare a questo problema, nella sua ultima registrazione delle suites ha cambiato l'accordatura del suo strumento abbassandola di due toni (cioè Fa- Si♭-Mi♭-La♭ anziché La-Re-Sol-Do). In molte interpretazioni, la suite è caratterizzata da un carattere tormentato,a tratti cupo e malinconico (fra cui, ad esempio, Pau Casals, Mstislav Rostropovich, Mischa Maisky). 
Il Preludio inizia con delle crome che impongono movimenti fra corde distanti fra loro che poi lasciano spazio ad una cadenza per poi ritornare al tema iniziale. Su questo preludio Pau Casals, insegnandone l'esecuzione e l'interpretazione ai suoi allievi, paragonava il suono delle crome all'effetto prodotto dai pedali di un grande organo.

### Suite n. 5 in do minore, BWV 1011

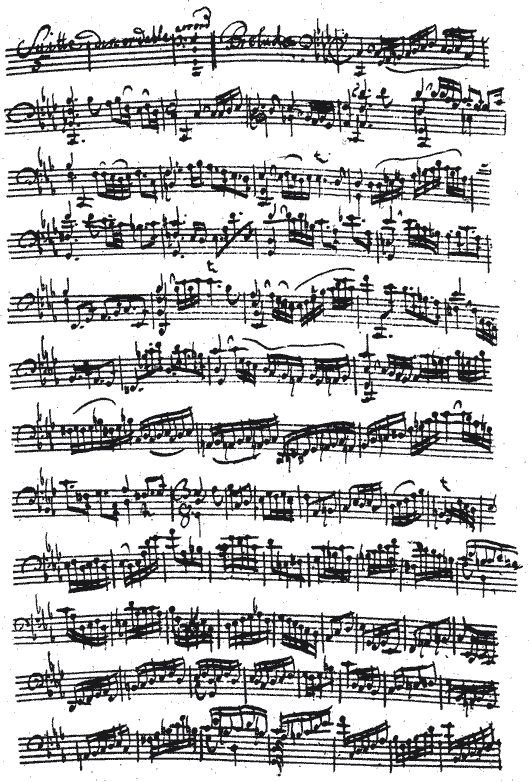
La prima pagina del manoscritto di Anna Magdalena Bach della Suite n°5 in scordatura, BWV 1011

Questa suite, in do minore, ha la particolarità di essere stata scritta in scordatura, con la corda più acuta abbassata di un tono rispetto all'accordatura convenzionale a quinte (da la a sol), ma risulta comunque possibile suonarla con l'accordatura standard, così molti accordi diventano più complicati, ma allo stesso modo si semplificano le linee melodiche. Bach non usò mai la scordatura se non solo in questa suite, questo non per facilitare l'esecuzione, che anzi diverrebbe in certi punti più difficoltosa, ma probabilmente per aumentare la risonanza acustica delle note sullo strumento (Sol, la nota cui è accordata la prima corda, è infatti la dominante di do minore) e dare un carattere timbricamente più scuro alla suite.
Un manoscritto autografo di Bach della versione per liuto di questa suite esiste come BWV 995.

#### Preludio
Il preludio inizia lentamente, esplorando i registri di tenore e basso, con uno stile di toccata, cioè quasi un'improvvisazione sui temi che seguiranno e si sviluppa in una fuga più veloce, che porta ad un finale accordale di grande effetto. La lentezza e la tonalità di Do minore imprime alla suite tensione che viene sottolineata dall'armonia sin dall'inizio, dove la prima frase comincia con un accordo di tonica (Do), prosegue in un moto per grado congiunto dalla dominante (Sol) ad un accordo di settima diminuita con pedale di tonica nella seconda battuta che viene fiorito e termina su un bicordo di tonica (Do-Mi♭). La fioritura dell'accordo di settima diminuita si muove su una linea melodica diversa da quella della prima battuta: mentre quest'ultima si conclude sulla nota centrale dell'accordo di settima diminuita, l'altra prende avvio dalla nota superiore dell'accordo, dando l'idea di essere come una voce diversa dalla prima; qui si evidenzia il carattere polifonico latente in tutte le suites. In modo analogo il preludio prosegue e continua in una fuga basata su una piccola frase musicale di tre note, alternata a frasi di risposta; il soggetto e la risposta, che vengono nelle varie entrate ripresi in registri diversi, si muovono modulando fra la tonalità della dominante (Sol minore) e della tonica (Do minore). Alla fine si ritorna ad un carattere accordale come quello iniziale che conclude il preludio in una serie di cadenze evitate che si compiono in una cadenza piccarda su un accordo di nona costruito sulla tonica. Secondo Casals, questo preludio deve essere suonato in modo da risultare oscuro, tempestoso: Casals, come traspare anche dalle sue interpretazioni, riteneva che questa suite dovesse essere il più possibile tempestosa ed appassionata.

#### Sarabanda
(Mstislav Rostropovich)
Di questa suite è molto nota la Sarabanda per la sua bellezza ed è fra i pochi movimenti di tutte le sei suites in cui l'armonia si sviluppa solo linearmente, senza accordi. Poiché in questa sarabanda l'armonia è lineare, priva di accordi, ricca di appoggiature e con poche cadenze autentiche che sottolineino la tonalità del brano, appaiono sottolineate le dissonanze e in molte interpretazioni, come in quella di Maisky, nel complesso la sarabanda assume un carattere oscuro, a tratti indecifrabile, anche se comunque è rintracciabile un disegno armonico compiuto, che all'inizio modula da Do minore a Mi♭ maggiore e nel secondo episodio da Fa minore per tornare a Do minore, concludendosi in una cadenza plagale. Questa mancanza di conferme della tonalità insieme al suo continuo mutare aumenta l'atmosfera criptica dell'opera, che in tal senso risulta molto inusuale rispetto alla musica del tempo. Rostropovich la descrive come l'essenza del genio di Bach; Tortelier, come un'estensione del silenzio. Casals ritiene che sia una profonda espressione di dolore, come quella della Passione secondo Matteo e della Passione secondo Giovanni.

#### Altri movimenti
La quinta suite è anche eccezionale per la sua Corrente e la Giga in stile francese, rispetto alla forma italiana delle altre cinque suites.

### Suite n. 6 in Re Maggiore, BWV 1012

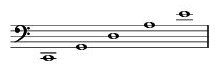
Accordatura del violoncello in questa suite

È largamente ipotizzato che la sesta suite sia stata composta per un violoncello piccolo a cinque corde, come spiegato più sopra nella sezione Filologia e controversie interpretative.
I violoncellisti che vogliono suonare questa suite su un violoncello moderno a 4 corde riescono a farlo, ma incontrano più difficoltà essendo forzati a ricorrere a posizioni più alte per suonare molte delle note. Vista la difficoltà di esecuzione e di interpretazione rappresenta un punto di arrivo nella formazione violoncellistica. I musicisti di musica antica che seguono una rigorosa pratica esecutiva storica usano un violoncello piccolo a 5 corde per questa suite, fra questi si ricorda Anner Bijlsma, Pieter Wispelwey e Jaap ter Linden.
Questa suite è scritta in una forma molto più libera rispetto alle altre, avendo molti passaggi virtuosistici e/o simili a cadenze. È anche l'unica delle suites in cui vi siano parti che, in tutti i manoscritti, adottano la chiave di contralto, appunto per l'altezza delle note in essa, e infatti viene ampiamente esplorato, soprattutto nella Corrente, l'intero registro di questo strumento.
Mstislav Rostropovich chiamò questa suite "una sinfonia per violoncello solo", infatti la sua tonalità di re maggiore evoca gioia e trionfo e dà alla suite un carattere luminoso. Questa atmosfera raggiante e calorosa si manifesta sin dal Preludio, in cui il ritmo a terzine con due suoni ripetuti introduce ad una dimensione molto vivace e festosa rispetto alla quinta suite; tale atmosfera è ripresa nelle Gavotte e nella Giga. La Sarabanda e in particolar modo la Allemanda invece sono di un carattere più introspettivo e solitario ma manifestano una luminosa atmosfera di bellezza e purezza.
Pau Casals la descrive come la descrizione di una scena bucolica, in cui il preludio assomiglia a una grande scena di caccia.

## Trascrizioni e accompagnamenti
Sono state fatte trascrizioni delle suites per numerosi strumenti, fra cui viola, contrabbasso, viola da gamba, mandolino, pianoforte, clavicembalo, marimba, chitarra classica, basso elettrico, ukulele, flauto dolce, corno francese, sassofono, clarinetto basso, fagotto, tromba, trombone, euphonium e tuba.
Fra i tentativi di comporre un accompagnamento pianistico alle suites si annovera un notevole lavoro da parte di Robert Schumann, mentre nel 1923 Leopold Godowsky arrangiò le suites 2, 3 e 5 in contrappunto per pianoforte solo.

## Discografia essenziale
Riedizioni delle registrazioni di Pau Casals
- Pau Casals, 1936, riedita in CD nel 1988 - 6 Suiten für Violoncello / Les 6 suites pour violoncelle / The 6 Cello Suites (EMI CHS 761027 2)
- Pau Casals, 1936, riedita in CD nel 2003 - Cello Suites (EMI Classics 724356261723)

Esecuzioni storicamente informate che fanno uso del violoncello piccolo
- Anner Bijlsma, 1992 - Suites for Violoncello Solo, BWV 1007 - 1012 (Sony Classical Vivarte Series S2K 48 047)
- Pieter Wispelwey, 1998 - 6 Suites per Violoncello Solo Senza Basso (Channel Classics CCS 12298)
- Jaap ter Linden, 2006 - Cello Suites Nos. 1 - 6 (Brilliant Classics 93132)

Altre registrazioni
- André Navarra, 1977 - Les Six Suites pour Violoncelle (Calliope cal 9641.2)
- Heinrich Schiff, 1984 - Cello Suites Nos. 1-6 (EMI CDS 7 47471 8)
- Jacqueline du Pré: È possibile trovare alcune registrazioni delle suites (BWV 1007 e BWV 1008) suonate da Jacqueline du Pré nel CD edito nel 2005 - Jacqueline du Pré - The Early BBC Recordings (EMI Classics)
- János Starker, 1965 - Bach: Suites for Solo Cello (Mercury 470 644-2)
- János Starker, 1990 - Suites For Solo Cello (Mercury Records 432 756-2)
- Mario Brunello, 1995 - 6 Suites Per Violoncello Solo BWV 1007-1012 (Amadeus AMS 22-23)
- Mario Brunello, 2010 - Bach, Sei suites a violoncello solo senza basso (EVOLUTION, EAN 8015948001561)
- Mischa Maisky, 1985 - Sechs Suiten Fur Violoncello Solo (Deutsche Grammophon 445 373-2)
- Mischa Maisky, 1999 - Six Cello Suites (Deutsche Grammophon UN 927)
- Mstislav Rostropovich, 2008 - Bach - Cello Suites (EMI Classics 5 55364 2)
- Paul Tortelier, 1963 - The Cello Suites (HMV Classics SLS 798)
- Paul Tortelier, 1983 - Unaccompanied Cello Suites (EMI CDC 7 49036 2)
- Pierre Fournier, 1961 - Sechs Suiten für Violoncello Solo BWV 1007-1012 (Archiv Produktion 449 711-2)
- Pierre Fournier, 1977 - Unaccompanied Cello Suites (Philips PHCP-35078)
- Yo-Yo Ma, 1986 - Bach: Unaccompanied Cello Suites (CBS Masterworks M2K 37867)
- Yo-Yo Ma, 1998 - Bach: The Cello Suites - Inspired by Bach (Sony Classical S2K 63203)
- Miloš Sádlo, Praga 1969, 1971 (Supraphon, 1973, 1978; Musicaphon; Nn. 1-2-3 De Agostini 1992)

Trascrizioni
- Flauto dolce: Mario Verbruggen (Harmonia Mundi HMT 7907071)
- Trascrizione di Godowsky per pianoforte: Carol Grante, 1999 - Cello Suites Transcribed For Piano (Music & Arts Programs Of America 1046)
- Viola da gamba: Paolo Pandolfo, 2001 - Bach: The Six Suites  (Glossa 30405)
- Viola: Patricia McCarty - Six Cello Suites performed on viola (Ashmont Music 6100)

### Documentari
- Inspired by Bach, con Yo-Yo Ma, Rhombus Media